# Goodenia viscidula
Goodenia viscidula är en tvåhjärtbladig växtart som beskrevs av R. Carolin. Goodenia viscidula ingår i släktet Goodenia och familjen Goodeniaceae. Inga underarter finns listade i Catalogue of Life.